# Acanthostracion polygonius
Acanthostracion polygonius es una especie de peces de la familia Ostraciidae en el orden de los Tetraodontiformes.

## Morfología
Los machos pueden llegar alcanzar los 50 cm de longitud total.

## Alimentación
Come  tunicas y gambas.

## Hábitat
Es un pez de Mar y, de clima tropical y asociado a los arrecifes de coral que vive entre 3-80 m de profundidad.

## Distribución geográfica
Se encuentra desde Nueva Jersey (Estados Unidos) y Bermuda hasta el Brasil, incluyendo el Mar Caribe y Antillas y exceptuando el Golfo de México.

## Uso comercial
Se vendido fresco y se consume asado

## Observaciones
Hay informes de envenenamiento por ciguatera.